# Karsten Schönfeld
Karsten Schönfeld (* 18. Mai 1963 in Wittenberg) ist ein deutscher Politiker (SPD) und ehemaliger Abgeordneter des Deutschen Bundestages. 

## Leben
Im Jahr 1981 machte Schönfeld das Abitur. Anschließend absolvierte er bis 1984 den Wehrdienst. Sein Studium an der Universität Leipzig schloss er 1989 als Diplomagraringenieur ab. Danach arbeitete er als Abteilungsleiter in einem landwirtschaftlichen Betrieb und später bis 1998 als Außendienstmitarbeiter eines Versicherungsunternehmens. 1998 wurde er Geschäftsführer der Arbeiterwohlfahrt im Kreisverband Saale-Holzland, deren Vorsitzender er zudem bis zum Jahr 2000 war.

## Politik
1990 trat Schönfeld in die SPD ein. In den Jahren 1991 bis 1994 war er Kreisvorsitzender der SPD im Landkreis Eisenberg. Von 1994 bis 2000 war er Mitglied des Kreistags im Saale-Holzland-Kreis. 
Schönfeld war von 1998 bis 2005 Mitglied des Deutschen Bundestages. Er war zweimal direkt gewählter Bundestagsabgeordneter für die Wahlkreise Gera-Stadt – Eisenberg – Gera-Land I und Gera – Saale-Holzland-Kreis. Zuletzt gehörte er den Ausschüssen für Wahlprüfung, Immunität und Geschäftsordnung sowie Gesundheit und Soziale Sicherung an. Er betätigte sich innerparteilich bei den Netzwerkern im Netzwerk Berlin und war als Bundestagsabgeordneter Mitherausgeber von deren Zeitschrift Berliner Republik.
Außerdem war Schönfeld von 2004 bis 2007 ehrenamtlicher Vorsitzender der THW-Landesvereinigung Sachsen und Thüringen e.V. mit Sitz in Altenburg.